# Ed Longfellow
Edward Everett Longfellow, detto Ed (Leesburg, 27 maggio 1930 – South Bend, 26 dicembre 1993), è stato un cestista statunitense.
Era il figlio di John Landis Longfellow e il fratello di John Howard Longfellow.

## Carriera
Con gli Stati Uniti ha disputato i Giochi panamericani di Buenos Aires 1951, vincendo la medaglia d'oro.